# Doctor Pedro P. Peña
Doctor Pedro P. Peña é um distrito do Paraguai, localizado no departamento de Boquerón. Possui uma população de 6 143 habitantes.